# セプティマニセラス
セプティマニセラス（学名：Septimaniceras）は、ペロノセラスから進化したと思われるアンモナイトの属。前期ジュラ紀のトアルシアン中期に生息していた。本属の種はBifrons SubzoneからVariabilis Subzone帯の下部まで存在した。本属の化石はフランス、ハンガリー、そしておそらくオーストリアでも発見された。

## 説明
この属に属するアンモナイトは、小さな大きさの進化した殻を持つ。内側の渦は円錐形状で、外側の渦はほぼ正方形に近い形である。新しい渦では肋の間隔が広く、2つの種類があった。太い肋には大きな縁側に結節があり、肋と肋の間には細かい筋状の肋がある。後期には、単肋と輪肋が交わった肋があり、単肋は縁側結節が交互に現れている。